# 密爾 (貨幣單位)

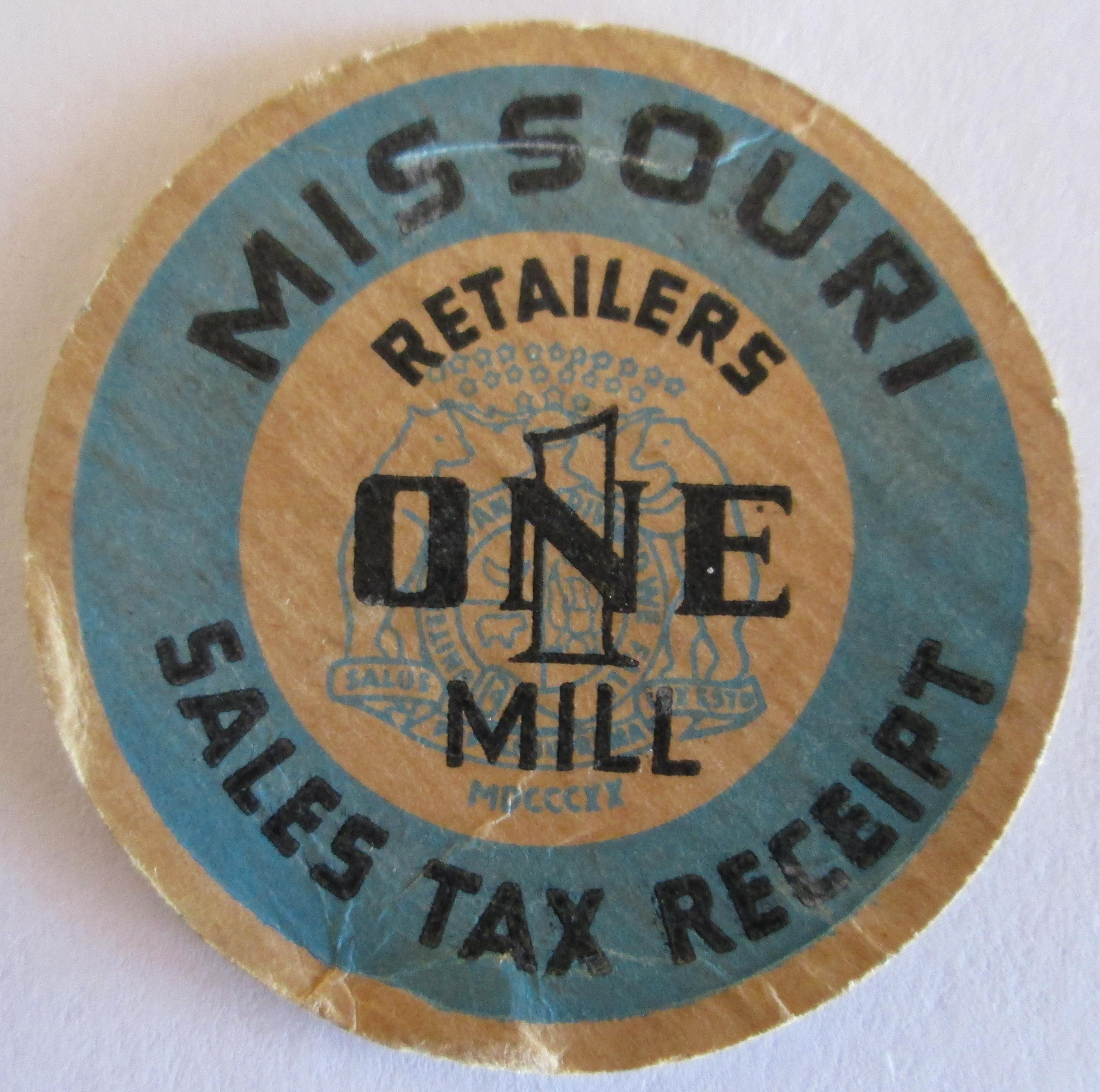
密蘇里州的一密爾代幣

密爾（英文：mill、mil或mille，符號為₥）是一个货币单位，通常为辅币单位，每1000密爾等于1元，相当于中文中的文或厘。“密尔”一词來自拉丁文的“millesimum”，意思是千分之一。

## 各國的使用

### 英屬香港
英屬香港在十九世紀時曾發行過面額為一文的硬幣，幣值為一港元的千分之一．英文作Mil．

### 日本
日本明治年间发行的一厘铜币最早曾在钱文中将“一厘”的英文标记为“1 MIL”，但不久便改为“1 RIN”。